# Военнопленные во время вторжения России на Украину
В ходе полномасштабного российского вторжения на Украину обе стороны захватили значительное число военнопленных. В течение 2022 года было проведено более 30 обменов военнопленных, в результате которых около 1000 человек с каждой стороны вернулись на родину.
В ходе вторжения на оккупированных территориях Украины Россия также захватила около двух тысяч украинских гражданских лиц и удерживает их в качестве пленных.
Женевские конвенции обязывают Украину и Россию гуманно относиться к пленным. Согласно главе Мониторинговой миссии ООН по правам человека в Украине, «более 95 % украинских военных, взятых в плен, подвергаются в России пыткам».

## Предыстория
Несмотря на то, что фактически российско-украинская война продолжалась с февраля 2014 года, до февраля 2022 года ни одна из сторон не квалифицировала её как военный конфликт с юридической точки зрения. Как следствие, взятые в плен военнослужащие не попадали под определение военнопленных. Предполагалось, что их обменяют в рамках Минских соглашений, но переговоры буксовали, и крупный обмен пленными состоялся лишь единожды — в декабре 2017 года. В итоге некоторые захваченные в плен оставались в заключении на годы и смогли вернуться только в 2022 году после начала полномасштабного вторжения и регулярных обменов военнопленными.
По оценке «Медийной инициативы за права человека», на 2019 год только на временно оккупированных территориях Украины удерживались не менее 130 военных и гражданских лиц. Украинские и международные правозащитные организации отмечали удручающие условия их содержания, отсутствие базовых удобств и медицинской помощи. В период до 2020 года были задокументированы многочисленные случаи насилия и убийств некомбатантов и комбатантов. Отдельного внимания заслуживают военные трибуналы, которые действовали на занятой российскими прокси территории Донецкой области, опирались на сталинские нормы военного времени и выносили приговоры вплоть до смертной казни.

## Численность военнопленных
По данным Украины, на ноябрь 2023 года в российском плену находится 4337 человек — 3574 военных и 763 гражданских. «Медийная инициатива по правам человека» в августе 2022 года оценивала число людей, удерживаемых российской стороной, в 8—9 тысяч человек, вице-премьер Украины по вопросам реинтеграции Ирина Верещук в сентябре — в 2,5 тысячи. Обе оценки включали как военнослужащих, так и гражданских лиц (захват и обмен которых квалифицируется как военное преступление).
По данным The New York Times, на конец октября 2024 года в российском плену находится 8 000 украинских военных и 14 000 украинских гражданских.
По заявлениям украинской прокуратуры, на начало июня 2024 года российские силы казнили 61 украинского военнопленного. Украинская сторона заявила, что все украинские военнопленные в плену подвергаются пыткам, установлено по меньшей мере 25 объектов в 15 регионах РФ, где «системно издеваются над украинскими военными».
Институт изучения войны отмечал, что изначально российское Минобороны неохотно шло на обмены, но сменило позицию после критики со стороны одобряемых руководством страны «телеграм-военкоров». С февраля по декабрь 2022 года прошло более 30 обменов пленными, каждая сторона вернула более 1000 человек. Из публикаций СМИ известно о следующих обменах:
| Дата             | Формат обмена | Детали |
| ---------------- | ------------- | --- |
| 1 марта 2022     | 1 на 5        | Первый обмен во время полномасштабной войны. Украина передала России военного полицейского, РФ вернула пятерых украинских военных. |
| 16 марта 2022    | 9 на 1        | Украинская сторона передала России 9 военнослужащих, Россия вернула захваченного ранее городского голову Мелитополя Ивана Фёдорова. |
| 24 марта 2022    | 21 на 29      | Первый полноценный обмен военнопленными, когда были обменены 10 российских и 10 украинских военнослужащих, а также 11 российских и 19 украинских гражданских моряков. Среди освобожденных украинских солдат был Роман Грибов, один из 13 украинских пограничников, взятых в плен во время захвата острова Змеиный. Именно ему приписывали авторство известной фразы «Русский военный корабль, иди на *уй». |
| 1 апреля 2022    | ??? на 86     | |
| 19 апреля 2022   | ??? на 76     | помимо 60 военнослужащих украинская сторона вернула 16 гражданских лиц. |
| 28 апреля 2022   | ??? на 45     | помимо 33 военнослужащих украинская сторона вернула 12 гражданских лиц. |
| 6 мая 2022       | 13 на 41      | Украина вернула 28 военнослужащих и 13 гражданских лиц. Россия вернула 11 членов экипажа корабля "Авангард". |
| 29 июня 2022     | 144 на 144    | |
| 22 сентября 2022 | 55 на 215     | Россия получила 55 военнослужащих и украинского олигарха, кума Владимира Путина Виктора Медведчука. Украина вернула 215 военнослужащих, в т. ч. офицеров полка Нацгвардии «Азов», защитников «Азовстали» и 10 иностранцев, служивших в ВСУ. |
| 11 октября 2022  | 32 на 32      | |
| 13 октября 2022  | 20 на 20      | |
| 17 октября 2022  | 110 на 108    | Россия вернула 110 военнослужащих, в т. ч. 72 моряка. Украина — 96 женщин-военнослужащих и 12 гражданских лиц, включая попавших в плен ещё до начала полномасштабного вторжения в феврале 2022 года. |
| 29 октября 2022  | 50 на 52      | Украина вернула 50 военнослужащих и двоих гражданских. |
| 3 ноября 2022    | 107 на 107    | В числе освобождённых украинских военнослужащих — 74 защитника «Азовстали» |
| 11 ноября 2022   | 45 на 45      | |
| 24 ноября 2022   | 50 на 50      | Украина сообщила, что 19 освобождённых военных были в числе взятых в плен в Мариуполе, 12 — взяты в плен на «Азовстали», 15 — ранее захвачены на ЧАЭС и 7 — на острове Змеиный. |
| 1 декабря 2022   | 50 на 50      | Часть освобождённых украинских военнослужащих ранее содержались в колонии в Оленовке. |
| 6 декабря 2022   | 60 на 60      | |
| 31 декабря 2022  | 82 на 140     | |
| 8 января 2023    | 50 на 50      | |
| 4 февраля 2023   | 63 на 116     | |
| 16 февраля 2023  | 101 на 101    | Украина вернула из плена 101 человека — 100 военных и один гражданский. 94 из них обороняли Мариуполь, в том числе 63 — на Азовстали. |

## Казни
О расстрелах украинских военнопленных ООН сообщало еще с 2014 года. По данным Украины на начало июля 2024 года, более 110 украинских военнопленных были казнены с 2022 года.
В конце июля 2022 года в лагере для военнопленных на территории бывшей исправительной колонии № 120 в Оленовке Волновахского района, находящейся под контролем самопровозглашённой ДНР, произошел взрыв, в результате чего погибло не менее 53 и ранению не менее 73 украинских военнопленных (по информации пророссийских сил). Российские военные намеренно разместили часть военнопленных из «Азовстали» в отдельном бараке в промзоне колонии, а затем взорвали здание, чтобы скрыть факты пыток и внесудебных казней.
В начале марта 2023 года российские военные расстреляли пленного украинского солдата Александра Мациевского после его слов «Слава Украине!». Александру посмертно присвоено звание Героя Украины.
В середине марта 2023 года подразделение украинской 5-й штурмовой бригады защищало позицию в Ивановском под Бахмутом. 14 марта после интенсивного артобстрела россияне захватили позицию и захватили в плен пятерых украинских военнослужащих, после чего открыли по ним автоматный огонь. Четыре человека было убито, пятый — украинец Евген Роман — был нелетально ранен в руки и выжил. Через несколько минут по группе россиян, которые расстреляли украинских солдат, прилетела мина и оторвала одному из них ногу. Прочие находившиеся на месте россияне не оказали ему помощь. 15 марта украинские силы обстреляли минами находившихся рядом россиян, и Евген выполз к своим.
В начале декабря 2023 года в интернете появилось видео расстрела украинских пленных под Авдеевкой. на кадрах видно, как двое бойцов ВСУ выходят по очереди из траншеи, держа руки за головой, и ложатся на землю. После этого российские военные открывают огонь по безоружным украинцам и убивают их.
В конце февраля 2024 года в интернете появилась видеосъемка с дрона, на которой семь, по-видимому, украинских, военных, берут в плен, после чего убивают.
В мае 2024 года было снято видео с расстрелом троих украинских военнопленных под Работино. В конце августа появилось видео с расстрелом троих украинских военнопленных под Покровском.
2 октября 2024 года прокуратура Украины заявила, что российские военные убили 16 украинских военнопленных в районе сел Николаевка и Сухой Яр в Покровском районе Донецкой области. На распространившихся в интернете видео, снятых с дрона, пленных выстраивают в шеренгу и расстреливают.
13 октября 2024 года в интернете появились видео, изображающие расстрел девяти лежащих на земле людей. Российские z-каналы подписали изображенное как «была уничтожена группа украинских операторов БПЛА». Украинские источники заявили, что событие произошло в районе боев у хутора Зеленый Шлях в Курской области. Из-за информации об убийстве военнопленных Украина обратилась в ООН и Международный Красный Крест с заявлением о нарушении Женевской конвенции по военнопленным.
10 апреля 2025 года информационное агентство Associated Press опубликовало снятое украинским дроном видео, на котором показан расстрел военнослужащими в униформе с символикой Вооружённых Сил Российской Федерации четверых сдавшихся в плен украинских солдат. Убийство произошло возле села Пятихатки 13 марта 2025 года. Также обнаружена видеозапись с российского дрона, на которой запечатлена сдача в плен этих украинских солдат.

## Содержание военнопленных
Женевские конвенции обязывают воюющие стороны обеспечить нормальные условия содержания, защиту от жестокого обращения, предоставить медицинскую помощь, связь с родственниками и возможность общения с международными гуманитарными организациями. Военнопленных необходимо содержать в безопасных организованных лагерях вне зоны боевых действий. Положения конвенций защищают военнопленных на всех этапах: от взятия в плен до освобождения и репатриации.

### Россия
В нарушение требований Женевских конвенций, Россия не предоставляет украинской стороне достаточной информации о пленных и местах их удержания, нерегулярно допускает к ним представителей Международного комитета Красного Креста. Источники Gulagu.net, правозащитники и региональные медиа сообщали, что пленных украинцев содержали в ИК-1 в Зверево и ИК-12 в Каменске-Шахтинском, СИЗО-2 в Таганроге, СИЗО-2 в Камышине, а также на территории военных частей Ростовской и Волгоградской областей. Содержание военнопленных в обычных тюрьмах и следственных изоляторах также нарушает требования конвенции.
Управление Верховного комиссара ООН по правам человека отмечало, что Россия не предоставила представителям ООН доступа к украинским пленным в местах интернирования. На основе интервью с бывшими военнопленными организация задокументировала многочисленные нарушения прав человека и системное физическое и психологическое насилие. Военнослужащих избивали после сдачи в плен, перевозили со связанными руками и замотанными клейкой лентой глазами без доступа к воде и туалету на протяжении долгого времени, подвергали унижению, побоям и травле собаками по прибытии в места интернирования. Была получена информация о 8 смертях в ходе такой «приёмки» в колонии возле Оленовки только в апреле 2022 года.
Находившиеся в российском плену украинские военные рассказывали о жестоком обращении в местах интернирования и пытках с целью получить военную информацию или принудить их к лжесвидетельствам о военных преступлениях. Издевательства в местах содержания включали избиения, нанесение ранений ножами и травматическим оружием, подвешивание, причинение ожогов, пытки электричеством с использованием шокера и полевого телефона ТА, имитации смертной казни. К пленным мужского пола применялось сексуальное насилие, женщин подвергали угрозам изнасилования. Пленных содержали в переполненных камерах со скверными санитарно-гигиеническими условиями, ограничивали в еде и питье, лишали связи с родственниками.
Согласно расследованию WSJ, начальник УФСИН России по Санкт-Петербургу и Ленинградской области Игорь Потапенко приказал подчиненным «быть жестокими» с украинскими пленными и применять к ним насилие. Сотрудники в других регионах получили подобные распоряжения.

### Украина
На территории Украины есть несколько лагерей для военнопленных, в том числе один открытый для журналистов: страна стремится продемонстрировать соблюдение норм международного гуманитарного права в части обращения с пленными. По словам журналистов, в украинском плену россияне имеют возможность звонить родственникам и даже смотреть телевизор. Однако 8 сентября 2024 года их лишили права звонить родственникам из-за убийств украинских пленных.
Управление Верховного комиссара ООН по правам человека задокументировало случаи пыток и избиений российских военных после сдачи в плен, первых допросов и перемещения — нанесение ножевых ранений, применение телефона ТА для ударов током. Российские военные жаловались на плохие условия эвакуации в заполненных грузовиках и микроавтобусах со связанными за спиной руками. Была зафиксирована практика содержания военнопленных в подвалах гауптвахт или военных штабов, а также случаи побоев по прибытии в ИК в Днепропетровской области и следственные изоляторы. Организация подчеркнула, что власти Украины открыли уголовные производства для расследования заявлений о насилии в отношении военнопленных.

## Преследование
Обе стороны конфликта проводят фильтрацию военнопленных: в России за неё отвечают сотрудники ФСБ и Главного военного следственного управления, на Украине — СБУ и Государственного бюро расследований. Сторона, выявившая причастность пленного к преступлениям, может судить его на своей территории.

## Информационная поддержка
16 сентября 2022 года ГУР МО Украины запустило проект «Хочу жить», призванный помочь российским военнослужащим безопасно сдаться в плен. Сайт инициативы, чат-бот и горячая линия дают рекомендации по уклонению от мобилизации и сдаче в плен, а также помогают выйти к украинским силам. После того, как российские власти ужесточили ответственность за добровольную сдачу в плен (до 10 лет лишения свободы), представители «Хочу жить» пообещали оформлять добровольно сдавшихся как взятых в плен в бою.

## Известные военнопленные
- Марьяна Чечелюк — следователь украинской полиции. В начале 2022 года во время захвата россиянами Мариуполя укрывалась с семьей в подвалах. После одного из выходов наружу была вынуждена укрыться в Азовстали. В начале мая 2022 года была захвачена россиянами. Освобождена в ходе обмена пленными 31 мая 2024 года[58][59][60][61].